# Festival international du film de Moscou 1971
Le 7e festival international du film de Moscou se tient du 20 juillet au 3 août 1971. Les prix d'or sont attribués au film italien Confession d'un commissaire de police au procureur de la république réalisé par Damiano Damiani, au film japonais Vivre aujourd'hui, mourir demain réalisé par Kaneto Shindo et au film soviétique L'Oiseau blanc marqué de noir de Youri Illienko.

## Jury
- Grigori Kozintsev (URSS - président du jury)
- Tchinguiz Aïtmatov (URSS)
- Paulin Soumanou Vieyra (Sénégal)
- Sergueï Guerassimov (URSS)
- Erwin Geschonneck (Allemagne de l'Est)
- Karel Zeman (Tchécoslovaquie)
- Giuliano Montaldo (Italie)
- James Aldridge (Grande Bretagne)
- Galsaniin Rinchensambu (Mongolie)
- Armando Robles Godoy (Pérou)
- Beata Tyszkiewicz (Pologne)
- Youssef Chahine (Égypte)

## Films en compétition
Les films suivants sont sélectionnés pour la compétition principale :
| Titre français                                                      | Titre original                                                           | Réalisateur(s)                 | Pays d'origine                                           |
| ------------------------------------------------------------------- | ------------------------------------------------------------------------ | ------------------------------ | -------------------------------------------------------- |
| Akseli ja Elina (fi)                                                | Akseli ja Elina                                                          | Edvin Laine                    | Finlande                                                 |
| L'Oiseau blanc marqué de noir                                       | Belaya ptitsa s chyornoj otmetinoj                                       | Youri Illienko                 | Union soviétique                                         |
| Le Bois de bouleaux                                                 | Brzezina                                                                 | Andrzej Wajda                  | Pologne                                                  |
| Em Família (pt)                                                     | Em Família                                                               | Paulo Porto                    | Brésil                                                   |
| The Sandpit Generals                                                | The Sandpit Generals                                                     | Hall Bartlett                  | États-Unis                                               |
| Goya, l'hérétique                                                   | Goya – oder der arge Weg der Erkenntnis                                  | Konrad Wolf                    | Allemagne de l'Est Union soviétique Bulgarie Yougoslavie |
| Güemes: la tierra en armas                                          | Güemes – la tierra en armas                                              | Leopoldo Torre Nilsson         | Argentine                                                |
| Chị Nhung                                                           | Chị Nhung                                                                | Nguyen Duk Hinh, Ding Nhat Min | Vietnam du Nord                                          |
| Los días del agua (en)                                              | Los días del agua                                                        | Manuel Octavio Gómez           | Cuba                                                     |
| Khurgen khuu                                                        | Khurgen khuu                                                             | Dejidiin Gigjid                | Mongolie                                                 |
| Des Espagnoles à Paris                                              | Españolas en París                                                       | Roberto Bodegas                | Espagne                                                  |
| La Clé (pl)                                                         | Klíč                                                                     | Vladimír Čech                  | Tchécoslovaquie                                          |
| Cromwell                                                            | Cromwell                                                                 | Ken Hughes                     | Royaume-Uni                                              |
| Mathias Kneissl                                                     | Mathias Kneissl                                                          | Reinhard Hauff                 | Allemagne de l'Ouest                                     |
| Michel le Brave                                                     | Mihai Viteazul                                                           | Sergiu Nicolaescu              | Roumanie                                                 |
| Mon oncle Antoine                                                   | Mon oncle Antoine                                                        | Claude Jutra                   | Canada                                                   |
| Knife                                                               | السكين Alsikiyn                                                          | Khaled Hammada                 | Syrie                                                    |
| L'Opium et le Bâton                                                 | L'Opium et le Bâton                                                      | Ahmed Rachedi                  | Algérie                                                  |
| Gnevno patuvane (bg)                                                | Gnevno patuvane                                                          | Nikola Korabov                 | Bulgarie                                                 |
| Confession d'un commissaire de police au procureur de la république | Confessione di un commissario di polizia al procuratore della repubblica | Damiano Damiani                | Italie                                                   |
| Sagina Mahato                                                       | Sagina Mahato                                                            | Tapan Sinha                    | Inde                                                     |
| Salut Maria                                                         | Салют, Мария!, Saliout, Maria!                                           | Iossif Kheifitz                | Union soviétique                                         |
| Vivre aujourd'hui, mourir demain                                    | Hadaka no jukyusai                                                       | Kaneto Shindo                  | Japon                                                    |
| La Famille Tot                                                      | Isten hozta, őrnagy úr!                                                  | Zoltán Fábri                   | Hongrie                                                  |
| Les Assassins de l'ordre                                            | Les Assassins de l'ordre                                                 | Marcel Carné                   | France Italie                                            |
| Les Fellagas                                                        | Fellagas                                                                 | Omar Khlifi                    | Tunisie Bulgarie                                         |
| La Graine noire                                                     | Crno seme                                                                | Kiril Tsenevski                | Yougoslavie                                              |
| M. Naïf                                                             | Aghaye hallou                                                            | Dariush Mehrjui                | Iran                                                     |
| Emitaï                                                              | Emitaï                                                                   | Ousmane Sembène                | Sénégal                                                  |

## Prix
- Prix d'or :
  - Confession d'un commissaire de police au procureur de la république de Damiano Damiani
  - Vivre aujourd'hui, mourir demain de Kaneto Shindo
  - L'Oiseau blanc marqué de noir de Iouri Illienko
- Prix d'or de la réalisation : Andrzej Wajda pour Le Bois de bouleaux
- Prix d'argent :
  - Emitaï de Ousmane Sembène
  - La Clé (pl) de Vladimír Čech
  - Em Família (pt) de Paulo Porto
- Prix spéciaux :
  - Goya, l'hérétique de Konrad Wolf
  - Los días del agua (en) de Manuel Octavio Gómez
- Prix :
  - Meilleur acteur: Daniel Olbrychski pour Le Bois de bouleaux
  - Meilleur acteur : Richard Harris pour Cromwell
  - Meilleure actrice : Ada Rogovtseva pour Salut Maria
  - Meilleure actrice : Idalia Anreus pour Los días del agua (en)
- Diplômes :
  - Ensemble des acteurs pour Khurgen khuu
  - Jeune actrice : Kin Zung pour Chị Nhung
- Prix FIPRESCI : Los días del agua (en) de Manuel Octavio Gómez
- Mention spéciale : Little Big Man d'Arthur Penn (film hors compétition)

## Source de la traduction
- (en) Cet article est partiellement ou en totalité issu de l’article de Wikipédia en anglais intitulé « 7th Moscow International Film Festival » (voir la liste des auteurs).